# 神子雅
神子 雅（かみこ みやび、1973年10月1日 - ）は、日本の女性歌手。東京都出身。血液型はO型。

## 略歴
以前はNHK少年少女合唱団でソプラノのソロパートを担当していた。
1994年3月21日、シングル『風に会いましょう』でデビュー。

## ディスコグラフィー
※メーカーの名義は、『For You, For Me』まではメルダック、『女友達』は徳間ジャパン。

### シングル
- 風に会いましょう（1994年3月21日） - C/W『愛しさのゆくえ』
- お帰りなさい〜カミング・ホーム（1994年7月21日）- TBS系ドラマ『カミング・ホーム』主題歌。C/W『夏色上海』
- プリズム・レイン（1995年1月21日）TBSテレビ あなたにオンタイムエンディングテーマ - C/W『わすれないで』
- Chine Rose（1996年8月21日） - C/W『Bitter Tears』
- Say Goodbye（1996年11月21日） - C/W『Friends』
- For You, For Me（1997年5月23日） - C/W『月の南 星の東』
- 女友達〜ともだち〜（1998年8月26日） - テレビ朝日系『ビートたけしのTVタックル』エンディングテーマ曲。 C/W『月の光』

### アルバム
- Miyabi〜お帰りなさい〜（1994年11月21日）

1. 風に会いましょう
2. プリズム・レイン
3. 夏色上海
4. わたしに逢いにここへ来て
5. インクの匂いとつむじ風
6. 悲しみの奥に
7. お帰りなさい〜カミング・ホーム〜

- DEAR MY LOVE（1997年2月26日）

1. Dear My Love
2. 十六夜の幻
3. Say Goodbye
4. ふたりだけの星座
5. あれから
6. China Rose
7. 眩しい夜に
8. 月の南 星の東
9. For You, For Me
10. 夢の明日

### その他
- Follow You （OVA『D-1 DEVASTATOR』第2話（激闘編）エンディングテーマ。メジャーデビュー前の作品である。）
- Star Child Poerie （イメージ・アルバム 『星の子ポーリー』メジャーデビュー前の作品である。）